# Slalom printre cretini (Reeditat) (album)
Slalom printre cretini (Reeditat) este al 9-lea album al trupei Paraziții, lansat în 2009, la casa de discuri Cat Music.
Slalom printre cretini (Reeditat) este relansarea albumului Slalom printre cretini în care include 2 piese noi: Drumuri fictive, Mixbun și 13 remix-uri.

## Ordinea pieselor[1]
| Nr.             | Titlu                                                   | Text                           | Lungime |  |
| 1.              | „Drumuri fictive”                                       | Cheloo, Ombladon               | 3:18    |  |
| 2.              | „Mixbun”                                                | Cheloo, Ombladon               | 2:38    |  |
| 3.              | „Mesaj pentru Europa”                                   | Cheloo                         | 3:05    |  |
| 4.              | „Vreau să vă doară”                                     | Cheloo, Ombladon               | 3:11    |  |
| 5.              | „Dușmăniți-mă toți (Remix)”                             | Cheloo, Ombladon               | 3:58    |  |
| 6.              | „Din colțul blocului (Remix)”                           | Cheloo, Ombladon               | 3:27    |  |
| 7.              | „Slalom printre cretini (Remix)”                        | Cheloo, Ombladon               | 3:36    |  |
| 8.              | „Cu microfonul deschis” (Feat. Killa Kela, MC Tripp)    | MC Tripp, Cheloo și Ombladon   | 3:14    |  |
| 9.              | „Mereu la subiect (Remix)” (Feat. Shabazz the disciple) | Shabazz, Cheloo și Ombladon    | 3:36    |  |
| 10.             | „La limita penibilului (Remix)”                         | Cheloo, Ombladon               | 0:56    |  |
| 11.             | „Goana după iluzii (Remix)”                             | Cheloo, Ombladon               | 3:22    |  |
| 12.             | „Total dubios (Remix)” (Feat. Cilvaringz)               | Cilvaringz, Cheloo și Ombladon | 3:31    |  |
| 13.             | „Tu nu contezi (Remix)”                                 | Cheloo                         | 0:59    |  |
| 14.             | „De ziua ta (Remix)”                                    | Cheloo, Ombladon               | 4:16    |  |
| 15.             | „Fără resentimente (Remix)”                             | Cheloo, Ombladon               | 2:27    |  |
| 16.             | „Something to say” (Feat. Raekwon)                      | Raekwon, Cheloo și Ombladon    | 4:31    |  |
| 17.             | „Concentrați în metropole (Remix)”                      | Cheloo                         | 3:10    |  |
| 18.             | „Unu pentru toți”                                       | Cheloo, Ombladon               | 3:03    |  |
| 19.             | „Moartea întreabă de tine” (Feat. Mărgineanu)           | Cheloo, Ombladon               | 4:01    |  |
| 20.             | „Needitat”                                              | Cheloo, Ombladon               | 0:59    |  |
| 21.             | „Drogurile schimbă tot (Remix)”                         | Cheloo, Ombladon               | 4:15    |  |
| 22.             | „Pabibabum (Remix)”                                     | Cheloo, Ombladon               | 2:59    |  |
| 23.             | „Politicianul Român” (Feat. Mircea Badea)               | Mircea Badea                   | 1:28    |  |
| Lungime totală: | Lungime totală:                                         | Lungime totală:                | 70:00   |  |